# Gerd Zielenkiewitz
Gerd Zielenkiewitz (* 10. Februar 1948 in Rostock) ist ein deutscher Politiker.

## Leben und Beruf
Nach einer Ausbildung als Maurer und dem Abitur 1966 studierte Gerd Zielenkiewitz anschließend bis 1971 an der Technischen Universität Dresden und beendete das Studium als Diplom-Ingenieur-Pädagoge für Bauwesen. Nach Ende des Wehrdienstes in der NVA 1973 lehrte er bis 1994 an der Hochschule Wismar im Bereich Statik. 1983 wurde er an der TU Dresden promoviert. Von 1995 bis 2002 war Gerd Zielenkiewitz Referatsleiter bei der Landesregierung Mecklenburg-Vorpommern. Er ist verheiratet mit Ulrike Zielenkiewitz (geborene Beyer) und hat zwei erwachsene Kinder aus erster Ehe.
Neben der politischen Tätigkeit arbeitet Gerd Zielenkiewitz ehrenamtlich für die Deutsche Stiftung Denkmalschutz und ist vielfältig kulturell aktiv, so auch im Aufbauverein St. Georgen für den Wiederaufbau der Kirche St. Georgen in Wismar und im Förderverein Poeler Kogge. Er ist Mitglied der Deutsch-Schwedischen Gesellschaft.

## Partei
Von 1989 bis März 2011 war Gerd Zielenkiewitz Mitglied der SPD. Seit 1990 ist er Mitglied und Präsident der Bürgerschaft der Hansestadt Wismar. Nach langjährigen innerparteilichen Differenzen trat Zielenkiewitz am 8. Juni 2010, zusammen mit Sabine Mönch-Kalina, Hans-Jürgen Leja und Michael Werner aus der Wismarer SPD-Fraktion aus und gründeten eine neue Fraktion. Am 17. November 2010 schloss das lokale Partei-Schiedsgericht der Wismarer SPD die vier ehemaligen Fraktionsmitglieder aus der Partei aus. Diese gründeten daraufhin die eigene „Für-Wismar-Fraktion“. Sie bedauerten, dass die Situation nicht genutzt worden sei, die Gründe für den Fraktionsaustritt zu reflektieren, und kündigten an, sie würden „Einspruch gegen den Parteiausschluss einlegen und eine Entscheidung auf Landesebene herbeiführen“. Der Einspruch wurde im März 2011 abgelehnt.

## Abgeordneter
Gerd Zielenkiewitz war seit Oktober 2002 direkt gewähltes Mitglied des Landtages von Mecklenburg-Vorpommern für den Wahlkreis Wismar. In der SPD-Fraktion war er in diesen Jahren Sprecher für Forschungs- und Technologiepolitik. Bei den Landtagswahlen am 18. September 2006 konnte er das Direktmandat in Wismar verteidigen. Seit seinem Ausschluss aus der SPD im März 2011 gehört er dem Landtag als fraktionsloser Abgeordneter an. Mit der Landtagswahl 2011 endete sein Mandat im Landtag.

## Werke
- Beitrag zur weiteren theoretischen und praktischen Gestaltung des Übergangs Abiturstufe – Hochschule / dargestellt am Beispiel der Baumechanik unter besonderer Berücksichtigung der Abiturklassen in den Einrichtungen der Berufsausbildung und der Ingenieurhochschule. Dresden, Techn. Univ., Fak. für Gesellschaftswiss., Diss., 1983